# Stazione di Apollosa-San Leucio
La stazione di Apollosa-San Leucio era una fermata ferroviaria sulla ferrovia Benevento-Cancello che serviva i comuni di Apollosa e di San Leucio del Sannio.

## Storia
La fermata, ubicata nei pressi della strada statale 7 circa a metà tra i due centri abitati serviti, fu soppressa nel 1970, forse a causa della posizione relativamente isolata.

## Strutture e impianti
Della fermata è tuttora visibile il fabbricato viaggiatori a due piani ed inaccessibile, riportante la dicitura "Apollosa - S. Leucio". Davanti ad esso è presente il singolo binario passante per il traffico viaggiatori. Nei pressi dalla fermata è presente anche una ex casa cantoniera abbandonata, in prossimità di un passaggio a livello sulla strada provinciale 131.